# كيري فوكس
كيري فوكس (بالإنجليزية: Kerry Fox)‏ هي ممثلة نيوزلندية ولدت في يوم 30 يوليو 1966 في مدينة ولينغتون عاصمة نيوزلندة، مثل في العديد من الأفلام منها فلم An Angel at My Table في 1990 وألتي فازت بواسطته بجائزة أفضل ممثلة سينمائية في نيوزلندا، مثلت في فلم Shallow Grave في 1996 و Country Life في 1994، ترشحت لنيل جائزة جيني للأكاديمية الكندية السينمائية لافضل ممثلة مساعدة لدورها في فلم The Hanging Garden في سنة 1997، وفي 2001 فازت بجائزة الدب الفضي لأفضل ممثلة في مهرجان برلين السينمائي الدولي لتقديمها دور كلير في فلم ألفة في 2001 وألتي أدت فيه أدوار جنسية جريئة وبنشوة جنسية تبدو واقعية.

## وصلات خارجية
- كيري فوكس على موقع IMDb (الإنجليزية)
- كيري فوكس على موقع قاعدة بيانات الأفلام العربية
- كيري فوكس على موقع ألو سيني (الفرنسية)
- كيري فوكس على موقع أول موفي (الإنجليزية)
- كيري فوكس على موقع قاعدة بيانات الأفلام السويدية (السويدية)
- كيري فوكس على موقع إن إن دي بي (الإنجليزية)
- كيري فوكس على موقع قاعدة بيانات الفيلم (الإنجليزية)
- كيري فوكس على موقع كينوبويسك (الروسية)

- كيري فوكس على قاعدة بيانات الأفلام العربية